# دیکتاتور (فیلم ۱۹۳۵)
دیکتاتور (انگلیسی: The Dictator) فیلمی در ژانر درام به کارگردانی ویکتور ساویل است که در سال ۱۹۳۵ منتشر شد. از بازیگران آن می‌توان به مادلین کارول، هلن هی و ایزابل جینز اشاره کرد.